# Bina Rly Colony
Bina Rly Colony là một thị trấn thống kê (census town) của quận Sagar thuộc bang Madhya Pradesh, Ấn Độ.

## Nhân khẩu
Theo điều tra dân số năm 2001 của Ấn Độ, Bina Rly Colony có dân số 7219 người. Phái nam chiếm 53% tổng số dân và phái nữ chiếm 47%. Bina Rly Colony có tỷ lệ 82% biết đọc biết viết, cao hơn tỷ lệ trung bình toàn quốc là 59,5%: tỷ lệ cho phái nam là 88%, và tỷ lệ cho phái nữ là 75%. Tại Bina Rly Colony, 9% dân số nhỏ hơn 6 tuổi.